# Шуляк Євген Олександрович
Євген Олександрович Шуляк (12 вересня 1939, село Жирблевичі Логойського району Мінської області, тепер Білорусь) — радянський державний діяч, новатор виробництва, коваль-штампувальник Мінського автомобільного заводу Білоруського об'єднання із виробництва великовантажних автомобілів імені 60-річчя Великого Жовтня. Член ЦК КПРС у 1986—1990 роках. Депутат Верховної Ради СРСР 11-го скликання. Герой Соціалістичної Праці (31.03.1981).

## Життєпис
Батько, Олександр Андрійович Шуляк, працював у Логойському районному комітеті КП(б) Білорусії. У 1941 році він пішов на фронт, де загинув у перші ж дні, а його родина залишилася на території району, окупованого з 1941 по липень 1944 року німецькими військами.
Після війни Євген Шуляк пішов до місцевої семирічної школи, але закінчити навчання в останньому класі не дала важка хвороба ревматизм. Після одужання у 1955 році вступив до місцевого колгоспу «Чирвоная Логойщина» Логойського району Мінської області. Працював рядовим колгоспником.
З 1959 по 1960 рік навчався в училище механізації сільського господарства № 204 в смт. Смолевичі Мінської області, здобув спеціальність тракториста-машиніста.
У 1960 році — тракторист новоутвореного радгоспу «Гайна» Логойського району Мінської області.
У 1960—1963 роках — у Радянській армії. Служив у складі 7-ї танкової червонопрапорної армії Білоруського військового округу в місті Борисові Мінської області.
Член КПРС з 1961 року.
У 1963—1964 роках — підручний штампувальника, у 1964—1990 роках — коваль-штампувальник Мінського автомобільного заводу Білоруського об'єднання із виробництва великовантажних автомобілів імені 60-річчя Великого Жовтня.
Указом Президії Верховної Ради СРСР від 31 березня 1981 року за видатні виробничі успіхи, досягнуті у виконанні завдань десятої п'ятирічки та соціалістичних зобов'язань, і виявлену трудову доблесть Шуляку Євгену Олександровичу присвоєно звання Героя Соціалістичної Праці з врученням ордена Леніна і золотої медалі «Серп і Молот».
З 1990 по 2001 рік працював наладчиком ковальсько-пресового устаткування Мінського автомобільного заводу.
Потім — персональний пенсіонер у Мінську.

## Нагороди і звання
- Герой Соціалістичної Праці (31.03.1981)
- два ордени Леніна (18.03.1976, 31.03.1981)
- орден «Знак Пошани» (5.04.1971)
- срібна медаль Виставки досягнень народного господарства СРСР
- медалі
- Державна премія Білоруської РСР (1978)